# 이든 프로젝트

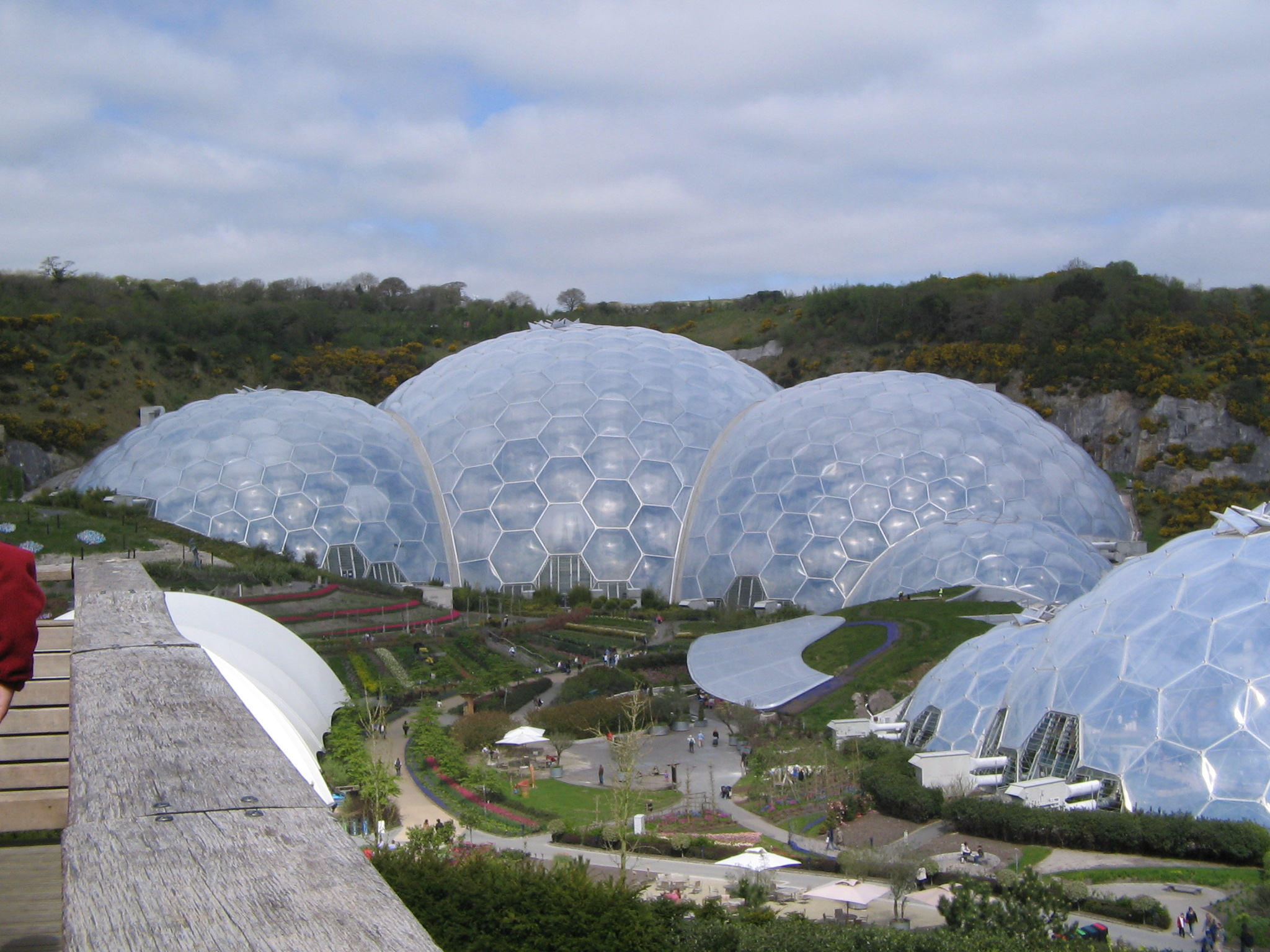
이든 프로젝트

이든 프로젝트(Eden Project, 콘월어: Edenva)는 잉글랜드 콘월에 있는 관광 명소다. 이든 프로젝트는 재생된 고령석 채석장에 세워졌는데 세인트블레이지(St Blazey)로부터 2km, 세인트오스텔(St Austell)로부터 5km 떨어져 있다.
이든 프로젝트에는 식물 종 수 천 가지가 있는 서로 붙은 돔들을 포함한 거대한 구조물 2개가 있는데 각각의 구조물은 자연 생물 군계를 하나씩 구현했다. 생물 군계들은 지오데식 돔으로 지지되는 5각형과 6각형 ETFE 구조물 수 백 개를 포함한다. 생물 군계 2가지 중 큰 것은 우림 환경을 구현했는데 이는 세계 최대 실내 우림이다. 작은 것은 지중해 환경을 구현했다. 이든 프로젝트에는 콘월과 영국 지역 전반에 걸친 수많은 토착 식물들과 야생동물들을 볼 수 있는 야외 식물원도 있다.
랭커셔주 모어컴(Morecambe)에 해양 환경에 초점을 둔 이든 프로젝트 노스를 세우는 계획이 있다.

## 같이 보기
- 바이오스피어 2
- 생태계
- 비바리움